# 貝達諾

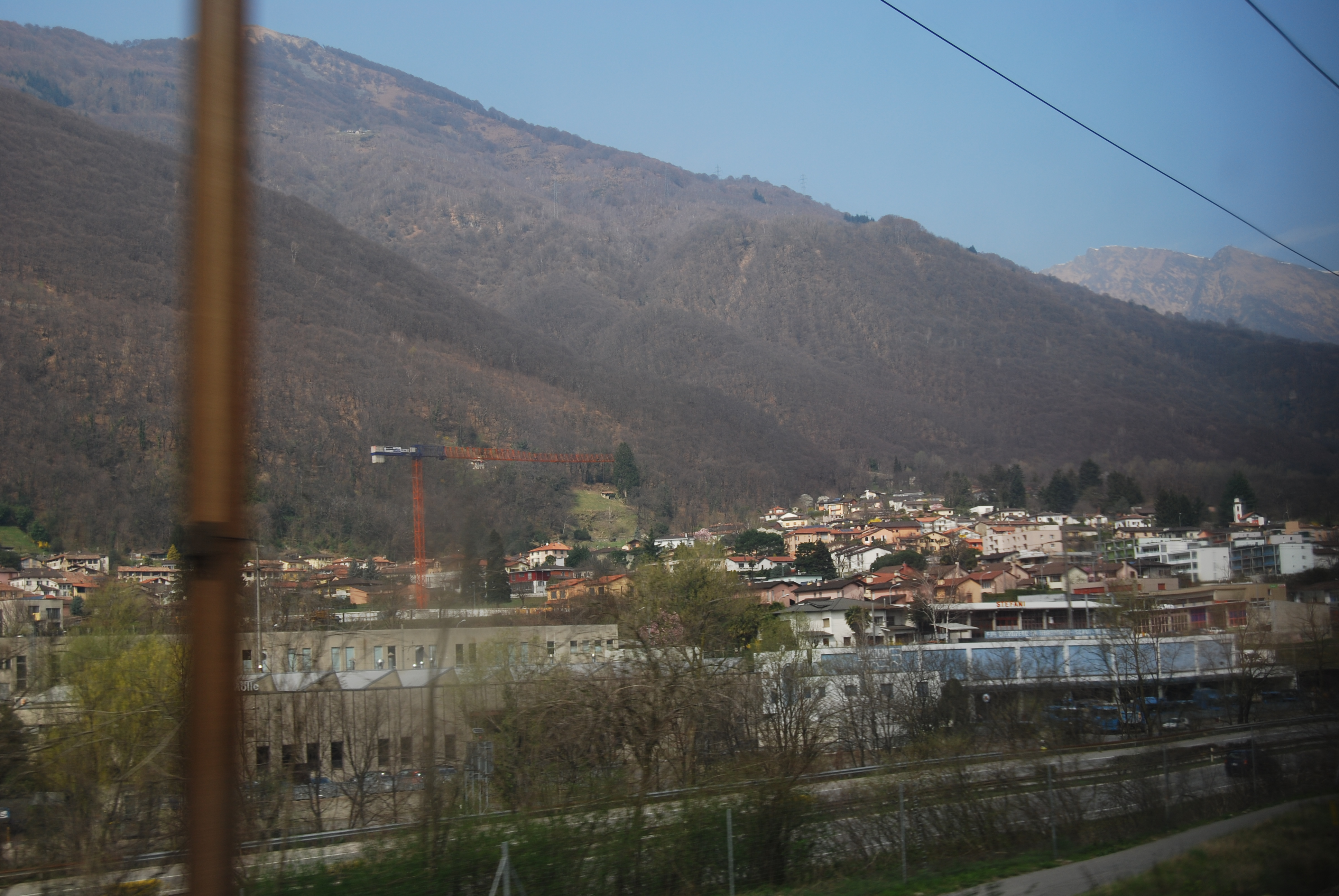

貝達諾是瑞士的城鎮，位於該國南部，由提契諾州負責管轄，面積1.87平方公里，海拔高度387米，2011年人口1,471，八成人口信奉羅馬天主教，人口密度每平方公里787人。